# No Walls Mixtape
No Walls Mixtape és un àlbum recopilatori de la cantant i compositora Ani DiFranco, publicat al 2019.
Aquest disc va ser llançat com a acompanyament de la publicació de les memòries de DiFranco, No Walls and The Recurring Dream. Les setze cançons escollides (amb l'excepció de «To the Teeth») tenen relació directe, d’una manera o altre, amb el mateix període formatiu que relaten els passatges del llibre.
A diferencia de l’habitual fórmula dels recopilatoris musicals, DiFranco torna a repetir el que ja va dur a terme amb Like I Said: Songs 1990-91 (1993) i parcialment amb Canon (2007), que és oferir noves versions de vells temes, afegint nova instrumentació i, fins i tot, canviant lletres i acords.
Per primera vegada en dècades, DiFranco publica un treball seu en versió casset.

## Llista de cançons
Totes les cançons foren escrites i compostes per Ani DiFranco. 
| Núm. | Títol                       | Publicat a                   | Durada |
| ---- | --------------------------- | ---------------------------- | ------ |
| 1.   | «Out of Habit»              | Ani DiFranco (1990)          | 2:46   |
| 2.   | «The Whole Night»           | Not So Soft (1991)           | 3:09   |
| 3.   | «Names and Dates and Times» | Puddle Dive (1993)           | 4:16   |
| 4.   | «Anticipate»                | Not So Soft (1991)           | 3:32   |
| 5.   | «Gratitude»                 | Not So Soft (1991)           | 3:05   |
| 6.   | «Every State Line»          | Imperfectly (1992)           | 2:57   |
| 7.   | «God's Country»             | Puddle Dive (1993)           | 2:29   |
| 8.   | «If He Tries Anything»      | Out of Range (1994)          | 3:29   |
| 9.   | «Not a Pretty Girl»         | Not a Pretty Girl (1995)     | 3:00   |
| 10.  | «Dilate»                    | Dilate (1996)                | 4:43   |
| 11.  | «As Is»                     | Little Plastic Castle (1998) | 4:27   |
| 12.  | «Swan Dive»                 | Little Plastic Castle (1998) | 5:38   |
| 13.  | «Subdivision»               | Revelling/Reckoning (2001)   | 3:54   |
| 14.  | «To the Teeth»              | To the Teeth (1999)          | 5:13   |
| 15.  | «Grey»                      | Revelling/Reckoning (2001)   | 5:12   |
| 16.  | «Imagine That»              | Revelling/Reckoning (2001)   | 4:32   |

## Personal
- Ani DiFranco – veu, guitarra, vibràfon, orchestron
- Amy Ray – veu de fons a «The Whole Night»
- Maceo Parker – saxòfon a «Anticipate»
- Billy Bragg – veu de fons a «To the Teeth»

### Producció
- Producció – Ani DiFranco
- Enregistrament – Ani DiFranco
- Assistent d’enregistrament – Ben Holst (Amy Ray), Andrew Gilchrist (Maceo Parker), Rubes Harmon (Billy Bragg)
- Mescla – Ani DiFranco
- Masterització – Michael Fossenkemper
- Disseny – graphictherapy
- Fotografia – Joseph Cultice